# Cameron Waldbauer
Cameron Waldbauer (auch Cam Waldbauer) ist ein kanadischer Filmtechniker für visuelle Effekte, der bei der Oscarverleihung 2015 zusammen mit drei Kollegen in der Kategorie Beste visuelle Effekte für seine Arbeit an X-Men: Zukunft ist Vergangenheit nominiert war. Waldbauer lebt und arbeitet in Vancouver. Er ist seit Ende der 1990er Jahre aktiv und war an mehr als 25 Filmprojekten beteiligt.

## Filmografie (Auswahl)
- 1998: Firestorm – Brennendes Inferno (Firestorm)
- 2000: Shang-High Noon
- 2001: Replicant
- 2002: I Spy
- 2002: Halloween: Resurrection
- 2003: X-Men 2 (X2)
- 2004: I, Robot
- 2005: Fantastic Four
- 2006: X-Men: Der letzte Widerstand (X-Men: The Last Stand)
- 2007: Fantastic Four: Rise of the Silver Surfer
- 2008: James Bond 007: Ein Quantum Trost (Quantum of Solace)
- 2009: X-Men Origins: Wolverine
- 2010: Das A-Team – Der Film (The A-Team)
- 2011: Mission: Impossible – Phantom Protokoll (Mission: Impossible – Ghost Protocol)
- 2013: White House Down
- 2014: X-Men: Zukunft ist Vergangenheit (X-Men: Days of Future Past)
- 2015: The Revenant – Der Rückkehrer (The Revenant)
- 2022: The Adam Project